# 岩谷峠

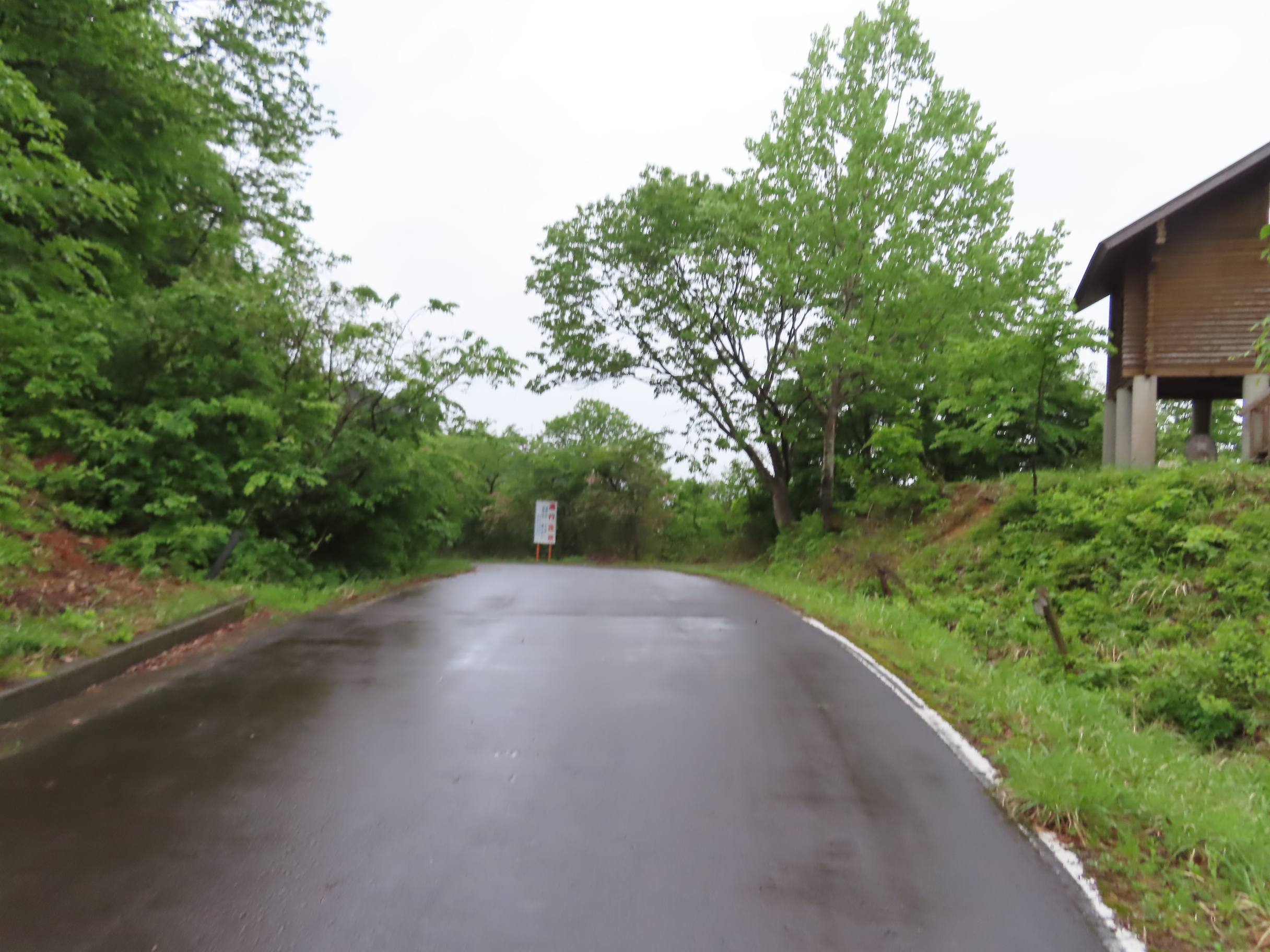
岩谷峠（2023年5月）

岩谷峠（いわたにとうげ）は、福井県南条郡南越前町と同県今立郡池田町の境に跨る峠である。標高は710m。別名魚見峠。

## 概要
福井県道203号池田南条線上にある峠であるが、この県道はほぼ全線山道という山岳県道である。この岩谷峠という名は古来から存在する名前ではなく、近くに岩谷山（標高704m）が聳えることを由来に最近になって呼ばれ始めたものである。その為地域住民に岩谷峠という名称は通じず、その代わり酷道走破趣味者には通じるというおかしな状況になっている峠である。
地域住民にも忘れられているが、古くからある名は現在ではマイナーな魚見峠の方である。越前市と池田町の境に魚見坂という峠があるが、麓の地名が同じというだけで深い関わりは無い。

## 道路状況
全線に渡って舗装されているが、特に峠付近はカーブミラーもガードレールもない険しい山道が続く。山道に差し掛かる辺りに「道路が狭い」「すれ違い不可」「路肩が弱い」「落石の恐れあり」という看板が設置されている点からみても分かる通り、通行には細心の注意が必要な峠である。ちなみにこの看板は酷道マニアの間では「4点セット」と呼ばれ有名である。安全が保障されない道路なので、附近に迂回できるような道もないが、多少遠回りをしてでも越前市内から池田町に向かうルートを推奨する（逆も然り）。

## 峠附近からの接続道路
- 福井県道201号菅生武生線